# 나카가와 가자키
나카가와 가자키(일본어: 中川 風希, 1995년 7월 3일~)는 일본의 축구 선수이다.

## 구단 경력
그는 2017년 J3리그의 FC 류큐에 입단했다. 2018년엔 리그 32경게 출전하여 16득점을 기록, J3리그 우승으로 J2리그로 승격했다. 2019년 J1리그의 요코하마 F. 마리노스로 이적했다. 2020년부터 2021년까지 J2리그의 교토 상가 FC와 FC 류큐에서 뛰었다. 2022년 J3리그의 FC 이마바리로 이적했다. 2023년까지 46경기에 출전하여, 15득점을 넣었다. 2023년 7월 J2리그의 후지에다 MYFC로 이적했다.